# 翁牛特部
翁牛特部，又译翁里郭特，是明代蒙古「往流」諸部之一，翁牛特意为“王所领有”，入清後將其編為翁牛特左、右翼兩旗。
需要注意的是成吉思汗诸弟的部落被泛稱「往流」（Ongliγud），在元代「東道諸王」出現後已成了一个专名，又称“阿巴噶”（意为叔父）或“阿鲁蒙古”。各部统治者一直到15世纪末还保留其祖先的王号：齐王（西王）、广宁王（黄苓王）、济南王（进王、郑王）、辽王（刘王）。后来逐渐保留为其中一个部落的名字，一般译为“翁牛特”（Ongniγud），而往流的範圍大於後來的翁牛特。因二者發音相似，有不少人把《蒙古源流》記載的往流諸部當成《王公表傳》所记翁牛特部。
该部为成吉思汗弟哈赤温后裔（《王公表傳》等清朝史籍误记为铁木哥斡赤斤后裔）。1388年北元灭亡後，铁木哥斡赤斤后人辽王阿札失里降明，哈赤温后裔朵儿只被俘。大兴安岭以东绰尔河流域至朵颜山一带地区，被明朝设为兀良哈三卫。其中朵颜卫的土地和属民是原哈赤温后王管辖的地盘。此后部落游牧在大兴安岭以西，察罕达鲁花时期向明朝朝贡，部落也被称为“察罕万户”。其长子巴彦岱洪果尔诺颜时，所部始称“翁牛特”。博迪被拥立为大汗後，根据明朝文献《皇明北虏考》记载，汗廷有五大营游牧于大汗营帐周边，负责保卫大汗的安危，博迪大帐营地居中屯牧，东北边有“罔留”（即翁牛特）部。此时根据蒙古传统，分封察罕万户领地，形成了罔留内的翁牛特、喀喇车里克、伊苏特三个鄂托克。后南迁至锦州、义州边外。16世纪中叶后，受到察哈尔、内喀尔喀侵扰。后金天聪六年（1632年），巴彦岱洪果尔曾孙逊杜棱和叔父栋岱青归附皇太极。清崇德元年（1636年）编为翁牛特左、右翼二扎萨克旗，属于昭乌达盟。今内蒙古自治区赤峰市有翁牛特旗。

## 延伸阅读
[在维基数据编辑]
 《清史稿/卷519》，出自趙爾巽《清史稿》

## 参見
- 翁牛特扎萨克杜棱郡王